# Symfonie nr. 3 (Brahms)
Johannes Brahms componeerde zijn Derde Symfonie opus 90 in de zomer van 1883, ongeveer zes jaar na zijn tweede symfonie. In de tussentijd componeerde hij enkele van zijn belangrijkste werken, zoals het Vioolconcert en het tweede pianoconcert.
De symfonie bestaat uit vier delen:
1. Allegro con brio (F majeur)
2. Andante (C majeur)
3. Poco allegretto (c mineur)
4. Allegro (f mineur-F majeur)

De symfonie is georkestreerd voor 2 fluiten, 2 hobo's, 2 klarinetten, 2 fagotten, contrafagot, 4 hoorns, 2 trompetten, 3 trombones, pauken en strijkers.
De drie akkoorden waarmee het eerste deel opent vormen de basis voor het gehele werk. De tonaliteit varieert voortdurend tussen majeur en mineur. Het begrip Leitmotiv speelt voor Brahms hier een belangrijke rol. Na de grandeur en het majestueuze van het eerste deel volgt de zachte eenvoud van het tweede deel, wat gelijk vanaf het begin duidelijk is. Het derde deel is een nogal melancholiek intermezzo, geaccentueerd door de wisselingen tussen majeure en mineure toonzetting. De finale blinkt uit door haar melodieuze overvloed aan thema’s. De rustige introductie verandert al snel in een stormachtig middendeel en we worden meegevoerd door een golf van lyrische inspiratie, die uiteindelijk tot een rustig einde leidt.
De eerste uitvoering vond plaats op 2 december 1883 door het Wiener Philharmoniker onder leiding van Hans Richter.
Nr. 1 · Nr. 2, 'Pastorale' · Nr. 3 · Nr. 4